# Culture Satsumon
La culture Satsumon (擦文文化, Satsumon bunka) est une culture archéologique postérieure à la période Épi-Jomon, partiellement agricole mais vivant essentiellement de la pêche, du nord du Honshū et du sud de Hokkaidō (700-1200 CE) qui a été identifiée comme étant celle des Emishi, comme une culture mélangée nippo-Emishi, une culture à l'origine des modernes Aïnous. La culture Satsumon semble s'être répandue du nord du Honshū et d'Hokkaidō vers Sakhaline et les îles Kouriles en fusionnant avec la culture Okhotsk (en) coupée des contacts avec le continent.
Pierre François Souyri évoque cette culture comme née à Hokkaido, d'où elle a étendu son influence vers le sud, dans la partie septentrionale de Honshu.

## Source de la traduction
- (en) Cet article est partiellement ou en totalité issu de l’article de Wikipédia en anglais intitulé « Satsumon culture » (voir la liste des auteurs).